# Dekade für eine Kultur des Friedens und der Gewaltfreiheit für die Kinder der Welt
Am 10. November 1998 hat die Vollversammlung der Vereinten Nationen das erste Jahrzehnt des 21. Jahrhunderts und des 3. Jahrtausends, die Jahre 2001–2010, zur Internationalen Dekade für eine Kultur der Gewaltfreiheit und des Friedens für die Kinder der Welt deklariert.
Am 29. November 2000 hat die Vollversammlung der UNO entschieden, der UNESCO die Koordinierung zu übertragen für die «Aktivitäten der Organismen der Vereinten Nationen, die zur Aufgabe haben, eine Kultur des Friedens zu verbreiten und die Verbindung zwischen anderen interessierten Organisationen zu gewährleisten. »
Das Aktionsprogramm für die Dekade, am 29. November 2000 bei der Vollversammlung der UNO entschieden, schlägt acht Aktionsfelder vor für die Verbreitung der Kultur des Friedens:
- Förderung und Vertiefung der Friedenskultur durch Erziehung und Ausbildung
- Förderung der wirtschaftlichen und sozialen nachhaltigen Entwicklung
- Förderung des Respekts aller Menschenrechte
- Gewährung der Gleichberechtigung zwischen Frau und Mann
- Förderung der demokratischen Beteiligung
- Entwicklung der Verständigung, Toleranz und Solidarität
- Förderung des aktiven und des freien Austausches von Information und Wissen
- Förderung des Friedens und der internationalen Sicherheit.

Seit 2001 entstanden in mehreren Ländern nationale Netzwerke für die Dekade, zum Beispiel in Frankreich, Österreich, den Niederlanden und Italien. Diese nationalen Netzwerke haben gemeinsam mit einer Anzahl internationaler Organisationen im Juni 2003 die Internationale Koordination für die Dekade gegründet hat.
Die Dekade zur Überwindung von Gewalt (englisch: Decade to Overcome Violence, DOV) wurde im Dezember 1998 bei der achten Vollversammlung des Ökumenischen Rates der Kirchen (ÖRK) in Harare/Simbabwe für den Zehn-Jahres-Zeitraum von 2001 bis 2010 als ein Programm beschlossen.